# 馬圯受
馬圯受（1688年—？），江南安慶府懷寧縣（今安徽省懷寧縣）人，回族。清朝軍事將領。
馬圯受於康熙五十一年（1712年）中式壬辰科三甲第三十名武進士，時年二十五歲。雍正、乾隆年間曾任山西寧武營都司、山東八角堡都司等職。
怀宁马氏为回回世家， 始祖马依泽于宋太祖建隆二年（961年）由西域来到中原，其后裔遍及各地，有《怀宁马氏家谱》传世。馬圯受为二十八世。